# David Wirth
David Wirth (* 23. Dezember 1885 in Tüffer, Österreich-Ungarn, heute Laško, Slowenien; † 30. April 1971 in Wien) war ein österreichischer Veterinärmediziner.

## Leben

### Familie und Ausbildung
Der katholisch getaufte, aus der in der Untersteiermark gelegenen Stadt Tüffer stammende David Wirth, Sohn des Notariatsbeamten Johann Wirth und dessen Ehefrau Josefine geborene Eder, wandte sich nach der Matura dem Studium der Veterinärmedizin an der Tierärztlichen Hochschule Wien zu, 1909 wurde er zum Dr. med. vet. promoviert.
David Wirth heiratete 1911 in erster Ehe Hanna Langer. Dieser Verbindung entstammten die Kinder namens Gertrud und Harald. In zweiter Ehe heiratete er 1946 Karoline Fiala. David Wirth verstarb im April 1971 85-jährig in Wien.

### Beruflicher Werdegang
David Wirth trat nach seinem Studienabschluss eine Stelle als Wissenschaftlicher Assistent an der Tierärztlichen Hochschule Wien an, 1915 habilitierte er sich als Privatdozent im Fach Spezielle Pathologie und Therapie, 1920 wurde er zum ordentlichen Professor und Klinikvorstand ernannt. Von 1931 bis 1933 bekleidete er darüber hinaus das Rektorenamt. Während der NS-Zeit war er Mitglied im Dozentenbund und wurde 1942 in die NSDAP aufgenommen (Mitgliedsnummer 8.225.664). 1946 schied er aus dem Dienst an der Tierärztlichen Hochschule Wien aus. 1950 übernahm Wirth eine Lehrstuhlvertretung für Innere Krankheiten an der Medizinischen Tierklinik der Ludwig-Maximilians-Universität München, 1955 wurde er in den Ruhestand verabschiedet.
David Wirth, 1919 einer der Mitbegründer der Gesellschaft der Tierärzte, zählt zu den führenden Veterinärmedizinern Österreichs in der ersten Hälfte des 20. Jahrhunderts. In Anerkennung seiner besonderen Verdienste um sein Fachgebiet erhielt er 1950 die Ehrendoktorwürde der Ludwig-Maximilians-Universität München, 1953 jene der Tierärztlichen Hochschule Hannover verliehen.

## Publikationen (Auswahl)
- Autor
- Grundlagen einer klinischen Hämatologie der Haustiere. Urban & Schwarzenberg, Berlin, Wien, 1931
- Einführung in die klinische Diagnostik der inneren Erkrankungen und Hautkrankheiten der Haustiere. Urban & Schwarzenberg, Berlin, Wien, 1934
- zusammen mit Karl Diernhofer: Lehrbuch der inneren Krankheiten der Haustiere einschließlich der Hautkrankheiten sowie der klinischen Seuchenlehre. Enke, Stuttgart, 1943
- zusammen mit Eugen Fröhner: Kompendium der speziellen Pathologie und Therapie für Tierärzte. 9. erweiterte und verbesserte Auflage, Enke, Stuttgart, 1952
- Herausgeber
- Tierheilkunde und Tierzucht, 11 Bände. Urban & Schwarzenberg, Berlin [u. a.], 1926–1937
- Lexikon der praktischen Therapie und Prophylaxe für Tierärzte. Urban & Schwarzenberg, Wien, 1948–1956
- Mitherausgeber
- Wiener Tierärztliche Monatsschrift. Österreichische Gesellschaft der Tierärzte, Wien, 1923–1943